# Stanisław Konarski (historyk)
Stanisław Konarski (ur. 18 września 1923, zm. 30 lipca 2007 w Warszawie) – polski historyk-varsavianista, doktor nauk humanistycznych.
Absolwent Gimnazjum im. Mikołaja Reja w Warszawie. W czasie II wojny światowej był żołnierzem Armii Krajowej. Uczestniczył w powstaniu warszawskim.
W latach 1967–1991 pełnił funkcję wicedyrektora Muzeum Warszawy. Był współpracownikiem Polskiego Słownika Biograficznego oraz prezesem Towarzystwa Przyjaźni Polsko-Francuskiej. Autor publikacji dotyczących historii Warszawy i polskiej oświaty.
Spoczywa na cmentarzu Powązkowskim w Warszawie (kwatera 188-1-8).

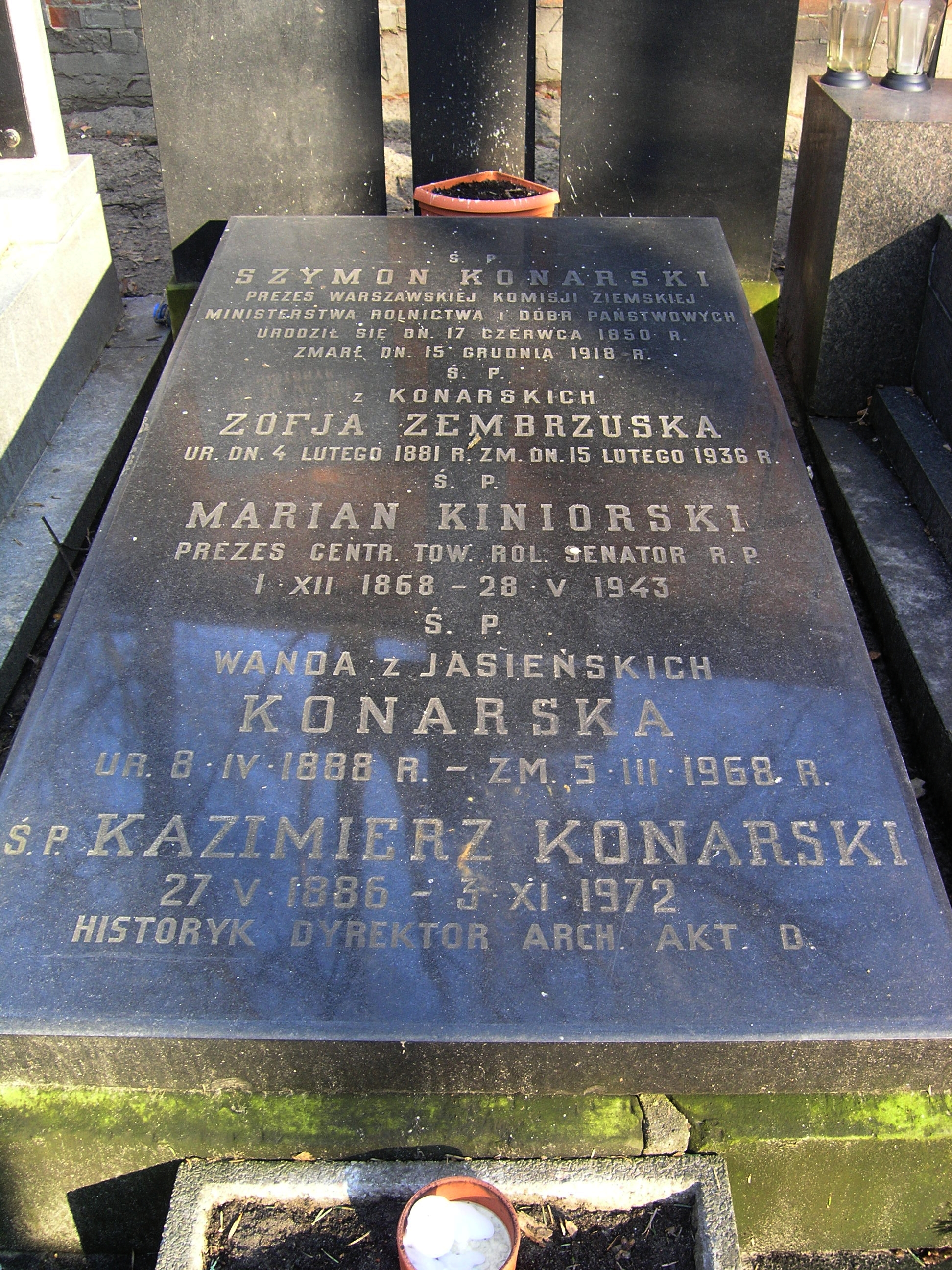
Grób Mariana Kiniorskiego i Stanisława Konarskiego na Starych Powązkach w Warszawie (stan na marzec 2012)

## Wybrane publikacje
- Stanisław Konarski, Mirosław Ornowski: Szkoła im. Mikołaja Reja w Warszawie. Warszawa: Koło Wychowanków Gimnazjum i Liceum im. M. Reja, 1993. Brak numerów stron w książce
- Lech Dzikiewicz, Stanisław Konarski: Rejacy w walce o niepodległość Polski 1939–1945. Warszawa: Koło Wychowanków Szkoły im. Mikołaja Reja, 2004. ISBN 83-86744-31-6. Brak numerów stron w książce